# Kaṭha-upaniṣad
El Kaṭha-upaniṣad (devanagari: कठ उपनिषद्) Kaṭhopaniṣad)
es un libro sagrado del hinduismo comentado por Shankara y Madhva. Es el tercero de los 108 Upanishads del canon Muktika, se encuentra dentro de los 10 Upanishads principales (mukhia Upanishads).
Su nombre original es Kaṭhopaniṣad, que se separa por sus dos palabras constitutivas: Kaṭha y Upaniṣad.
Se lo asocia con la escuela Chāraka-Kaṭha del Yajurveda. Consta de seis partes (o dos capítulos con tres secciones cada uno). Está agrupado con el período sutra del sánscrito védico. Tiene varios pasajes en común con el Bhagavad-gītā pero mientras que este se compone de una conversación entre Krisna y Arjuna, el Kaṭha-upaniṣad es una conversación entre Yama y Nachiketas.
Fue primeramente traducido al idioma persa,y así entró en circulación en Europa. Edwin Arnold lo nombró "El secreto de la Muerte"  El Kaṭha-upaniṣad tiene como fin enseñar cómo ser un sabio. Sus consejos principales pueden resumirse en los siguientes puntos:
- El verdadero sí mismo (el atman o alma) es la fuente de todo gozo, reflejado apenas en los placeres terrenales: es el cumplimiento de todos los deseos, sólo al alcance de los puros, que controlan los sentidos y mantienen en calma su mente.
- El sabio busca lo permanente, y no sufre porque sabe que su sí no cambia.
- Lo bueno y lo placentero son distintos objetivos. Se equivoca el que elige lo placentero (los ignorantes).
- Los ritos no sirven para obtener lo imperecedero, el Supremo, cuyo nombre es Om.
- Los sentidos ven lo externo (no el atman). La reencarnación es para el que no puede verlo.
- No hay diferencia entre el creador y lo creado.
- El estado supremo (separarse del mundo) se consigue aquietando los cinco sentidos, la mente y el intelecto, es decir, mediante el yoga (unión del alma infinitesimal con el alma infinita).

## Enseñanzas de Yama
Yama, el señor de la muerte en la mitología hindú, comienza sus enseñanzas distinguiendo los conceptos de preya, "aquello que es placentero", y shreya, "aquello que es beneficioso." Una distincción parecida entre lo placentero y lo beneficioso fue hecha en la antigua Grecia por el filósofo Platón.
Las enseñanzas de Yama también incluyen notablemente la Ratha Kalpana (parábola del carro, Versos 1.3.3-4), no distinto a (y apenas conteporario de) la encontrada en Parménides o la de la obra Fedro de Platón (en la Alegoría del carro alado). La parábola de Yama consiste en las siguientes ecuaciones:
- atman, el "Yo" es el pasajero del carro
- el cuerpo es el carro en sí
- la conciencia (buddhi) es el conductor del carro
- la mente (manas) es las riendas
- los cinco sentidos (indriya) son los caballos del carro
- los objetos percibidos por los sentidos son el camino del carro

El katha upanishad es también notable por haber introducido por primera vez el término yoga para el ejercicio espiritual:

"Cuando los cinco organos de la percepción se aquietan, junto con la mente, y el intelecto deja de estar activo: eso es llamado el estado más alto. Este firme detenimiento de los sentidos es lo que se conoce como Yoga."
2.3.10–11, trans. Paramananda